# Kōmyō
Kōmyō, född 701, död 760, var en japansk kejsarinna (730-749), gift med kejsar Shōmu. 